# ABBA – Number Ones
ABBA – Number Ones je kompilacija hitova švedskog sastava ABBA.

## Popis pjesama
1. "Gimme! Gimme! Gimme! (A Man After Midnight)"
2. "Mamma Mia"
3. "Dancing Queen"
4. "Super Trouper"
5. "SOS"
6. "Summer Night City"
7. "Money, Money, Money"
8. "The Winner Takes It All"
9. "Chiquitita"
10. "One Of Us"
11. "Knowing Me, Knowing You"
12. "Voulez-Vous"
13. "Fernando"
14. "Waterloo"
15. "The Name of the Game"
16. "I Do, I Do, I Do, I Do, I Do"
17. "Take a Chance on Me"
18. "I Have A Dream"